# Borgatomelissa niveopilosa
Borgatomelissa niveopilosa är en biart som beskrevs av Patiny 2002. Borgatomelissa niveopilosa ingår i släktet Borgatomelissa och familjen grävbin. Inga underarter finns listade.